# Witry
Pour l’article homonyme, voir Witry-lès-Reims.
Witry (witri en wallon, Weltrich/Weeltrich en luxembourgeois) est un village de l'Ardenne belge dans la province de Luxembourg, en Belgique.  Traversé par un des nombreux ruisseaux qui forment la Sûre le village fait administrativement partie de la commune de Léglise située en Région wallonne de Belgique.

## Démographie
- Source: INS recensements population

## Histoire
Formée des quatre villages de Witry, Traimont, Volaiville et Winville, la seigneurie de Witry était partagée au XIIIe siècle entre l'abbaye de Saint-Hubert, qui exerçait la justice moyenne et foncière sur la basse cour, et le comte de Luxembourg, qui détenait les droits de haute justice tant sur la basse cour que sur la haute cour.
- Le 11 février 1282, le comte de Luxembourg cède la seigneurie de Witry à Arnoulde de Pittange.
- En 1311, Jean Ier de Bohême, roi de Bohême, comte de Luxembourg accorde à Arnoulde de Pittange le droit de haute justice sur l'ensemble du ban seigneurial de Witry (la haute cour et la basse cour).
- En 1475, le duc de Bourgogne confisque les biens des Créhange-Pittange, lesquels avaient embrassé le parti adverse du duc de Lorraine, et les donne à la famille de Bade.
- En 1503, le marquis de Bade en rend la moitié à Nicolas de Créhange.
- En 1534, mentionné Wiltrich[3].
- En 1595, 1597 et 1600 les co-seigneurs vendent leurs parts respectives aux d'Everlange.
- En 1615, Nicolas d'Everlange construit un château avec tours, fossé et prison.
- Le 31 janvier 1688, l'abbé de Saint Hubert cède ses droits à Witry en échange d'autres biens à Houmont et à Mande Sainte Marie.
- En 1783, le duc Lamoral Jean Florent de Corswarem-Looz acquiert l'ensemble de la seigneurie auprès des d'Everlange de Witry.
- En 1795, occupation française (département des Forêts). La révolution amène la confiscation de tous les biens du duc de Corswarem-Looz qui avait émigré en Allemagne. Le château de Witry, très ruiné, et ses dépendances furent achetés en 1812 par Jean-Bernard Marlet, de Differt.
- Le 10 mai 1940 (lors de la Seconde Guerre mondiale, jour où commence la bataille de France) atterrissent dans des avions légers (Fieseler Fi 156) sur des prairies de Léglise des troupes allemandes (III./Infanterie-Regiment Grossdeutschland) dans le but (opération Niwi, pour Nives et Witry) d'accélérer la progression de la 1re Panzerdivision vers Neufchâteau en s'emparant des positions sur la frontière et de couper les communications[M 1]. Dispersés à l'atterrissage, un groupe s'installe sur les hauteurs de Witry et se heurte à la présence des Chasseurs ardennais appuyés par un blindé léger (T-13), les Allemands ripostant de plusieurs tirs de mortiers[M 2]. En fin de matinée, les Allemands se sont regroupés et entrent dans Witry. Les Chasseurs ardennais qui ont reçu un autre T-13 en renfort perdent un blindé et se retirent vers Fauvillers[M 3].

## Patrimoine et culture

### Patrimoine architectural
- L'église Saint-Pierre. Édifice néo-gothique construit vers 1913 d'après les plans de l'architecte Wyngaert[4].